# Neville Pearson
Pour les articles homonymes, voir Pearson.
Sir Neville Arthur Pearson, 2e baronnet (13 février 1898 - 6 novembre 1982) est un rédacteur en chef de journaux britannique.

## Biographie
Né à Frensham, Surrey, il est le fils du magnat de la presse britannique Arthur Pearson (1er baronnet) et de Dame Ethel (Fraser) Pearson. Son père, qui est journaliste, meurt en 1921, et il lui succède comme baronnet et comme rédacteur en chef de plusieurs magazines (travaillant pour George Newnes Ltd à Londres, qui a acquis C. Arthur Pearson Ltd) ,. De 1923 à 1953, le poète et romancier britannique Stevie Smith est son secrétaire privé chez George Newnes Ltd.
Il se marie en 1922 avec l'hon. Mary Angela Mond, fille du ministre de la Santé Alfred Moritz Mond, 1er baron Melchett . En 1928  il épouse l'actrice Gladys Cooper, mais divorce d'elle en 1936. Sir Neville et Lady Pearson ont une fille, Sally Pearson, alias Sally Cooper, mariée à l'acteur Robert Hardy de 1961 à 1986 .
En 1947, il succède à sa mère à la présidence du St Dunstan's Hostel for the Blind, le foyer pour soldats aveugles de la Première Guerre mondiale que son père, lui-même devenu aveugle, a fondé en 1915 .
Pearson est décédé le 6 novembre 1982, à l'âge de 84 ans. À sa mort, le titre de baronnet s'éteint .